# Gaberoun

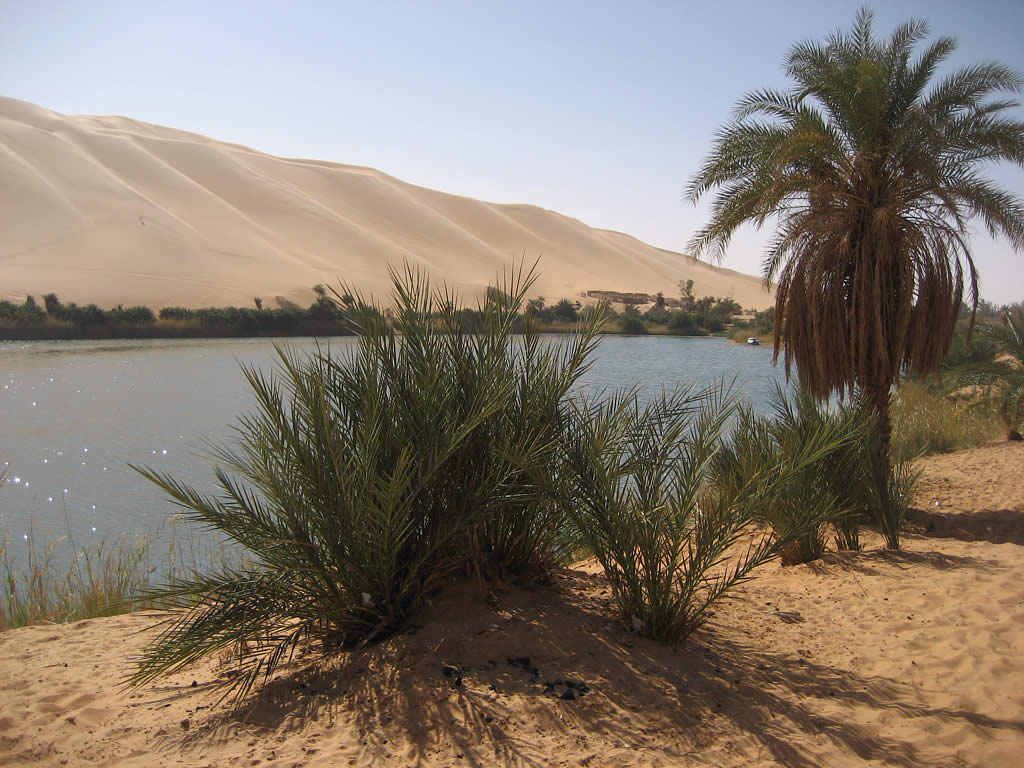
Der Gaberounsee (2010)

Gaberoun (arabisch: قبر عون, alternative Schreibweise Gaberoun, Gaber Awhn, Gabr Awhn, Gabr Own, Gabraun, Gabroon, Gabroun) ist eine Oase im Munizip Wadi al-Haya der Region Fessan im Südwesten Libyens. Der Name geht auf einen Lokalheiligen Oun zurück, dessen Grab (qabr) im unteren Dünendrittel liegt.

## Geografie
Der Ort ist von der Sabha-Ubari-Straße (150 km westlich von Sabha und nördlich in den Sanddünen der Siedlung Qasr Larocu) durch eine 36 km lange Allrad-Fahrt durch die Dünen des Erg-Ubari-Sandmeeres (auch Ramlat al Dauada genannt) zugänglich. Er liegt an einem großen See in der Wüstenregion Idehan Ubari der libyschen Sahara. Am nordöstlichen Ufer befindet sich ein rudimentäres Touristenlager mit einem offenen Patio, Schlafhütten und einem Souvenirgeschäft. Mücken sind reichlich vorhanden, besonders im Sommer. Oktober bis Mai gilt als die beste Zeit für einen Besuch, da das Klima milder ist.

## Geschichte
Ein kleiner Stamm Tuareg bewohnte die Oase; die Ruinen ihrer Siedlung sind zwischen den Palmen am nordwestlichen Ufer des Sees verstreut. Ihre Lebensgrundlage war, dass sie die kleinen, an den hohen Salzgehalt angepassten Salinenkrebse fischten und daraus eine Paste pressten, die als Aphrodisiakum galt, aber mit Dattelpaste vermengt auch als Hauptmahlzeit diente. Sie wurden daher abschätzig auch als Dawada oder Daouda („Wurm-Esser“) bezeichnet, woher sich der gleichfalls gebräuchliche Name „Dawada-See“ ableitet. In den 1980er Jahren wurden sie an den neuen Ort Gabrun al-Dijedid außerhalb der Sanddünen verlegt, im Wadi Bashir, südlich des erg: Eine Siedlung aus Betonwohnungen, die speziell für die Umsiedlung dieses Stammes gebaut wurde. Die alte Beduinen-Siedlung am Westufer des Sees ist verlassen und liegt nun in Trümmern.

## Der Gabrun-See
Der Gabrun hat eine Fläche von ca. 9 ha und ist 26 m tief. Er grenzt im Süden an eine Sanddüne von bis zu 80 m Höhe. Immer wieder stürzen kleinere Sandlawinen in den See, jedoch – so eine Theorie – brechen die Hohlräume des karstigen Unterbodens unter dem Gewicht des Sandes immer wieder zusammen, wodurch eine Auffüllung verhindert wird. Die Bevölkerung schreibt es jedoch dem Lokalheiligen Oun zu, dass die Düne nicht im See versinkt. Da der See ohne Abfluss ist und die Verdunstungsrate in dieser Region die höchste der Welt, ist der Salzgehalt extrem hoch: etwa 5-mal salziger als Seewasser. Gräbt man aber nur wenige Meter vom Ufer entfernt ein Loch in den Sand, das bis zum Grundwasserspiegel hinunterreicht, kann man dort klares, salzarmes Wasser entnehmen. Im See hat sich ein Gleichgewicht aus zwei Wasserschichten unterschiedlichen Salzgehalts eingependelt: bis 1 m Tiefe frisch, darunter mit 35–40 °C beinahe unangenehm heiß. Schwimmen kann trotz des Salzgehalts und der Salzwasserkrebse angenehm sein.
Der See ist vermutlich ein Überbleibsel des riesigen Megafessan genannten Binnensees, der sich in der Steinzeit in dieser Gegend befand.

## Sehenswürdigkeiten in der Nähe
Andere nahe gelegene Attraktionen sind die Oase El Mandara (26.68972 °N, 13.31260 °E), die Oase Um el Ma (26.70973 °N, 13.33208 °E), der Mafo-See im selben Sand (Ramlat al Dauada) und das Museum in Germa.

## Trivia
Die zweite Mission aus dem Spiel Sniper Elite III findet auf der Oase Gaberoun statt.